# Aqtxa
Aqtxa (de vegades transcrit com a Aqča, Akča o també Aqchah) és una ciutat del nord de l'Afganistan, capçalera del woloswāl o districte d'Aqtxa, a la província de Jowzjan.
És esmentada per primer cop al segle xvii com una petita ciutat fortificada amb ciutadella i seu del petit kanat d'Akča sota sobirania del Kanat de Bukharà. El kanat fou annexionat a l'Afganistan en temps de Dust Muhammad a la meitat del segle xix. La seva població s'estimava el 1845 en set mil cinc-cents habitants. Després la fortalesa va ser escenari de lluites i revoltes especialment sota Ishak Khan el juliol de 1869. El 1886 una fam va afectar la comarca i la ciutat va quedar quasi deserta i el 1907 el nombre de cases habitades a la ciutat i llogarets propers no excedia de 300 el que donaria menys de dos mil habitants.
Després del 1916 van arribar uzbeks i turcmans de l'Àsia central soviètica, refugiats per les lluites dels basmatxis i per la gana que també va afectar la zona, emigració que va continuar fins al 1936, i el 1943 la població només a la ciutat era ja de 2500 (amb 750 botigues permanents), i el 1979 de 9000 (amb més de 1000 botigues permanents).
El 1956 es va construir una nova ciutat que es va fer sobre un plànol geomètric a la part sud del canal d'Aqča on es van concentrar tots els serveis; situada en un punt estratègic per les comunicacions, fou un mercat regional i als primers anys del segle xxi la població superava els 40000.